# Felix von Merveldt

Felix von Merveldt

Felix Friedrich Graf von Merveldt (* 28. Oktober 1862 in Salzkotten; † 21. Oktober 1926 in Münster) war ein deutscher Beamter und Politiker (DNVP).

## Leben und Wirken
Felix von Merveldt entstammte dem westfälischen Uradels-Geschlecht Merveldt aus dem Münsterland. Sein Bruder war der Maler Paul von Merveldt.
In seiner Jugend besuchte er das Gymnasium in Münster. Nach dem Abitur studierte er Rechtswissenschaft an der Universität Göttingen (1883–1884) und an der Universität Leipzig (1886). Nach der Ersten Staatsprüfung, die er 1886 in Celle ablegte, schlug Merveldt die Verwaltungslaufbahn ein. Die Zweite Staatsprüfung folgte 1891.
Nach einer kurzen Tätigkeit als Hilfsarbeiter beim Landrat von Lingen fungierte Merveldt in der Zeit vom Dezember 1891 bis zum Juli 1893 als Assistent des Polizeipräsidenten und stellvertretender Polizeipräsident von Magdeburg. Von Juli 1893 bis Mai 1894 amtierte Merveldt zunächst als kommissarischer Landrat des Kreises Recklinghausen, im Mai 1894 folgte die endgültige Ernennung zum Landrat. 1895 heiratete er. Von 1897 bis 1919 saß Merveldt im Provinziallandtag. Als Landrat wirkte er an der Gründung der Unternehmen Elektrizitätswerk Westfalen AG, Wasserwerk für das nördliche westfälische Kohlenrevier AG und des Wasserwerkes Mülheim mit.
Ferner machte Merveldt sich durch die Einrichtung landwirtschaftlicher Lehranstalten und -betriebe, des öffentlichen Chemischen Untersuchungsamts, der Polizeischule sowie des ersten Kinderheims des Landkreises verdient.
Am 1. Dezember 1913 wurde Merveldt zum Regierungspräsidenten von Münster ernannt, dieses Amt behielt er bis Juli 1922. Als er sich widersetzte, in seinem Regierungsbezirk die weltlichen Schulen einzuführen, wurde er aus disziplinarischen Gründen entlassen. Von August bis Ende November 1914, in der Anfangsphase des Ersten Weltkriegs, leitete Merveldt vorübergehend die deutsche Verwaltung des russischen, in der Anfangsphase des Kriegs unter deutsche Kontrolle geratenen Teils von Polen. Im weiteren Kriegsverlauf nahm Merveldt noch Aufgaben als Staatskommissar für Ernährungsfragen für die Provinzen Westfalen, Rheinland und Hessen-Nassau sowie als Vorsitzender des Westfälischen Viehhandelsverbandes, der Provinzial-Fleisch- und Fettstelle und der Provinzial-Kartoffelstelle wahr.
Nach Kriegsende trat Merveldt in die Deutschnationale Volkspartei (DNVP) ein. Bei der Reichstagswahl vom Mai 1924 zog er auf Reichswahlvorschlag seiner Partei als Abgeordneter in den zweiten Reichstag der Weimarer Republik ein. Nach seiner Wiederwahl im Dezember 1924 gehörte dem deutschen Parlament bis zu seinem Tod im Oktober 1926 an. Merveldts Mandat wurde anschließend bis zum Ende der Wahlperiode im Mai 1928 von Ewald Sauer ausgeübt.

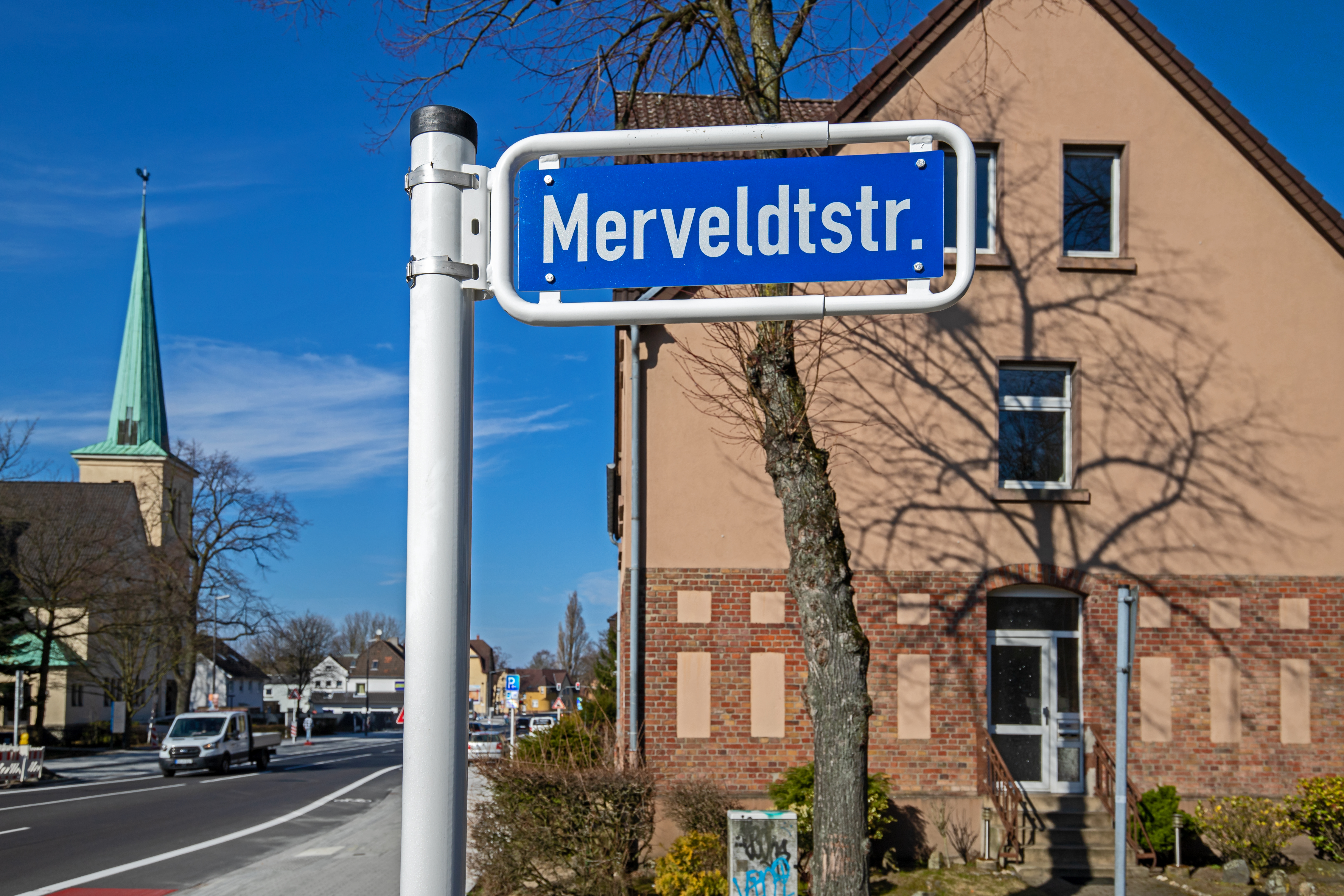
Merveldtstraße in Marl

Merveldt war ferner stellvertretendes Mitglied des Landes-Eisenbahnrats von Hannover und Kommissar des Ministers für Kunst, Wissenschaft und Volksbildung sowie Vorsitzender des Prüfungsamts für Diplom-Volkswirte an der Wilhelms-Universität Münster. Von 1919 bis 1920 hielt Merveldt außerdem Vorlesungen zu wirtschaftlichen Fragen an dieser Universität. Schließlich gehörte er noch mehrere Jahre lang dem Westfälischen Provinzialausschuss als stellvertretendes Mitglied an.
Das Auguste-Victoria-Haus in Marl-Hüls und das Kreishaus am Herzogswall in Recklinghausen, die unter seiner Ägide als Landrat errichtet wurden, erinnern heute ebenso an ihn wie die Merveldtstraßen in Marl und Recklinghausen.